# 阿雅佐
阿雅佐（あがさ）は、兵庫県出身の西洋占星術師である。所属事務所は浅井企画。

## 来歴
武蔵野音楽大学声楽専攻卒業。在学中はオペラを専攻。卒業後は出版社に勤務する傍ら、ジャズシンガー、ライターとして活躍。そこで得た知識経験を活かし、自分の言葉でメッセージを伝えられるアストロロジャーとしてデビュー。
現在は占星術、心理テスト作成を中心に雑誌・テレビで活躍を続けている。また占星術と心理学をドッキングさせた占星心理術により、より精度の高い分析・鑑定を行う。

## 出演番組
テレビ
- スカJ(テレビ東京、2006年12月)
- スッキリ!!(日本テレビ、2006年4月 - 5月）
- 失恋保険SP(テレビ東京、2006年1月)
- マルバレ SP(読売テレビ、2005年7月 - 8月)
- スーパーニュース（フジテレビ、2005年7月)
- ∞のギモン(テレビ東京、2005年5月)
- やりにげコージー(テレビ東京、2005年1月 - 2月)
- シブスタ S.B.S.T(テレビ東京、2004年3月 - 6月)

ラジオ
- 寺島尚正 ラジオパンチ!（文化放送、2010年4月)
- 斉藤慶子のミセス・サンデー（文化放送、2008年、09年3月、4月）
- Tapestry（FM東京、2007年）
- 阿雅佐のDay☆Navi（FM世田谷、2003年5月 - 9月）
- サタピチ（TBSラジオ、2003年4月 - 2004年3月）
- FUTURE SCAPE（FM横浜、2003年）
- 白倉律子のカフェ・レ・アール（FM世田谷、2002年 - 2003年）
- 坂下千里子のビューティお先です!（TBSラジオ、2002年）
- ハイパーナイト（CBCラジオ、2002年）
- はしのえみ unun出演（文化放送、2001年）

## 著書
- 「未来を教える誕生日占い」日本文芸社
- 「AROMA MAGIC365」主婦と生活社
- 「ブス検定―心理テストでわかるあなたのブス度」ホーム社
- 「コワイほどわかる！　ホンネの心理テスト」西東社
- 「B型で悪いか！」コスモトゥーワン
- 「LOVE DREAMS 〜恋する夢占い〜」イースト・プレス
- 「動物〔進化〕占い」青春出版社
- 「魔女たちの占いゲーム」イースト・プレス
- 「深層心理テスト」大洋図書
- 「幸せになる　恋愛夢占い」日本文芸社
- 「男と女のトキメキ恋愛テスト」日本文芸社

児童書
- 「リトルツインシスターズの名前うらない」学研教育出版
- 「モデル💛マジック」学研教育出版
- 「こわいけど知りたい!! 悪魔の心理テスト」学研教育出版
- 「おもしろいほどあたる!! うちらの血液型うらない」学研教育出版
- 「なんでもわかる!! キラキラトランプうらない」学研教育出版
- 「ゼッタイ知りたい!! ドキドキ相性うらない」学研パブリッシング
- 「好かれてる？ キラわれてる!? 性格うらない」学研パブリッシング
- 「これでカンペキ!! みんなの名前うらない」学研パブリッシング
- 「ぜ〜んぶあたる!! おしゃれ心理テスト」学研パブリッシング
- 「未来がわかる★ ワクワク星うらない」学研パブリッシング
- 「だれもが知りたい！ キセキの誕生日うらない」学研パブリッシング
- 「ハッピーになれる♪ ウキウキおまじない」学研パブリッシング
- 「ぜ〜んぶわかる ドキドキ手相うらない」学研パブリッシング
- 「み〜んなあなる★ キラキラ心理テスト」学研パブリッシング

## 連載誌
- ピチレモン（学研教育出版）
- キラピチ(学研教育出版)
- PASH!(主婦と生活社)
- キャラさがしランド(主婦と生活社)
- ナーシングキャンバス(学研メディカル秀潤社)
- ラサーナ(PX))

2013年以前
- CUTiE（宝島社）
- からだにいいこと]（祥伝社）
- fAUG.（講談社）
- 恋運暦（イースト・プレス)
- らぶ💛キャラ（学研教育出版)
- ナーシング(学研メディカル秀潤社)
- G/get press（日之出出版）
- ベーグル(学研)
- おはよう奥さん(学研)
- TV LIFE（学研）
- STONEW（学研）
- KCARスペシャル(学研)
- MYクロスワード(学研)
- ラポム（学研）
- SIGN（学研）
- 科学と学習（学研）
- アロー＆スケルトン（学研）
- はなまるきっず（学研）
- AUTO SPORT(イデア)
- CD・Skit！（ソニー・マガジンズ）
- アジール・ビューティ（トランスメディア）
- Wish（ワンダーブック）
- 週刊住宅情報STYLE（リクルート）
- ガテン！（リクルート）
- 旅の手帖（弘済出版社）
- She’s（主婦と生活社）

## Web・携帯コンテンツ
Web
- 占いビデオレター（2017年 - ）
- cocoloniPROLO「恋を叶える心理診断　阿雅佐のラブ検定」（2014年 - ）
- グレイズアナトミー3　公式サイト　「恋の解剖学　恋愛診断」（2008年）
- Stylish「The Sweet Summer of Romance 2008年　夏のロマンス運」（2008年）
- COBSキャリア「フォーチュン・ナビゲーター阿雅佐のビジネス12星座占い」（2008年）
- サンリオ「シュガーバーニーズ　きっとうまくいくよ占い」（2007年）
- Yahoo Japan「花より男子　F4占い」（2006年）
- 学研キッズネット「今日のうらない」
- New Otani Ladies「今日の占い」
- ポトラック（2002年）
- 日興年金コンサル「ライフ＆マネー占い」（2002年）
- インフォコード「コスメ占い」（2001年 - 2002年）
- NEC「森林探検隊　阿雅佐の占いの館　365日の誕生日占い」（1998年 - 2000年）
- 日興証券「マネー&ライフ　マネー心理テスト」（1998年 - 1999年）

携帯コンテンツ
- ダーリン完全マニュアル（2009年 - ）
- 阿雅佐のハピナビ（2005年 - 2012年）
- ピチレモンモバイル公式サイト「プリンセス占い」「あがっちの心理テスト」（2010年 - 2012年）
- TBSモバイル公式サイト『オルトロスの犬』「オルトロス運命数占い」「週刊オルトロス占い」（2009年）
- F1速報モバイル公式サイト「阿雅佐のフォーチュン・ナビ F1占星術」（2008年 - 2010年）
- ハッピー・グラフィックス「12星座占い」（2006年）